# Exomalopsis paitensis
Exomalopsis paitensis är en biart som beskrevs av Cockerell 1926. Exomalopsis paitensis ingår i släktet Exomalopsis och familjen långtungebin. Inga underarter finns listade i Catalogue of Life.